# Annie (chanteuse)
Pour les articles homonymes, voir Annie.
Anne Lilia Berge Strand (née le 21 novembre 1978 à Trondheim, Norvège) plus connue sous le nom de scène Annie, est une artiste pop et DJ de Bergen, Norvège. Son premier album Anniemal est sorti en 2004.

## Biographie
Peu après sa naissance, Annie et ses parents déménagèrent pour la ville de Kristiansand en bord de mer. Le père d'Annie, un organiste, décède d'un cancer lorsque celle-ci n'avait que 7 ans. À l'âge de 13 ans, Annie et sa mère, une professeur d'anglais, partirent alors pour Bergen, la seconde ville de Norvège.
Avant d'entamer sa carrière solo, Annie créa un groupe de rock indépendant en 1993, Suitcase, à l'âge de 16 ans. Suitcase ne se produisit qu'une seule fois, lors d'un festival devant un jury. La prestation échoua, la guitare se détériorant au milieu du concert. Quelques années plus tard, les membres du groupe décidèrent de passer du rock indépendant au trip hop.
Annie fréquente l'enseignement secondaire jusqu'en 1997. Elle préfère alors la musique aux études et commence à mixer comme DJ, se rapprochant de la scène musicale de Bergen, dont le producteur Mikal Tellé, propriétaire du label Tellé basé à Bergen et Tore Andreas Kroknes, le producteur de house norvégien connu sous le pseudonyme de DJ Erot.

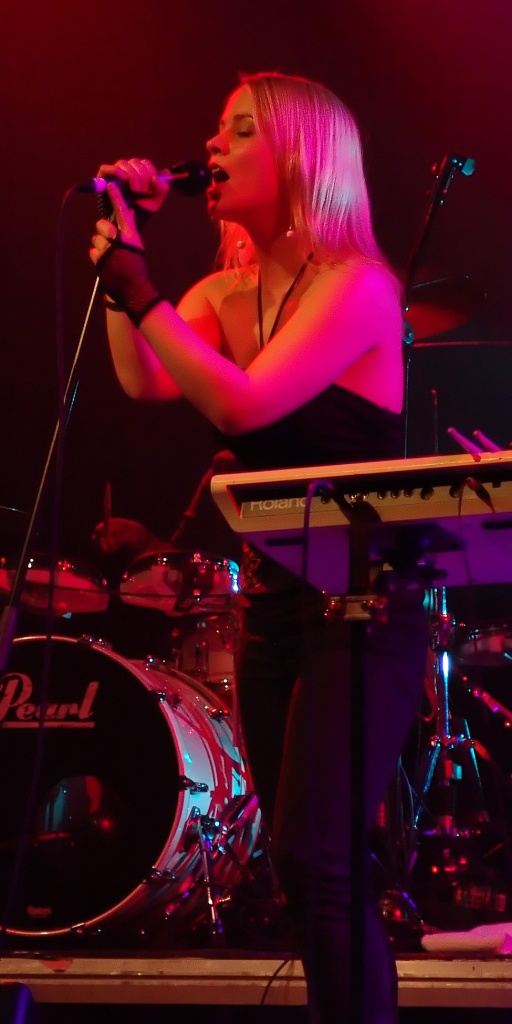
Annie lors d'un concert à Bergen

Annie et Tore se rapprochent personnellement et commencent leur collaboration musicale. Annie commence sa carrière solo en 1999 avec le single « Greatest Hit », sorti sous le label Tellé, chanson écrite et enregistrée avec Tore. Le titre, qui utilise un sample la chanson « Everybody » de Madonna, connaît un succès underground dans les clubs de Bergen et permet également à Annie d'asseoir une certaine notoriété à l'étranger.
Annie poursuit avec l'enregistrement d'I Will Get On avec Tore en 2001 et prévoit la sortie d'un album. Peu après la sortie du single cependant, Tore tombe malade et doit être hospitalisé plusieurs fois dans les mois qui suivent. Plus tard dans l'année, Tore décède de complications cardiaques à l'âge de 23 ans.
Malgré une période de dépression après la mort de Tore, Annie se remet progressivement à son activité de DJ et à l'écriture. Avec son ami Fröken Blytt, elle organise la soirée Pop Till You Drop (qu'on pourrait traduire par Pop Jusqu'Au Bout ou De La Vie À La Pop) à Bergen au club Agora. Elle y rencontre le DJ finlandais Timothy « Timo » Kaukolampi d'Op:l Bastards. Annie le book pour la soirée Pop Till You Drop et est invitée en échange à mixer dans le propre club de Timo à Helsinki et prêta ensuite sa voix à quelques titres des Op:l Bastards.
En mars 2003, Annie signe rapidement pour le label britannique 679 Recordings après leur avoir envoyé une démo. C'est à ce moment-là qu'Annie rencontre le producteur anglais Richard X et contribua vocalement au titre Just Friends sur son album X-Factor Volume 1, sorti en août 2003.
Annie et Richard X poursuivent leur collaboration avec la sortie du single Chewing Gum sous le nom d'Annie en septembre 2004. Le titre a été sacré single de la semaine par l'hebdomadaire NME peu après sa sortie et culmina à la 25e position des classements au Royaume-Uni.
Plus tard la même année, Annie sort son premier album, Anniemal, dont le nom est une idée du défunt compagnon Tore. Annie travaille à nouveau avec Timo Kaukolampi, ainsi qu'avec les Norvégiens Röyksopp et Richard X, qui fit un retour pour la production et la coécriture de Me Plus One. Greatest Hits se fit une place sur l'album et le second single de l'album Heartbeat fut voté numéro 1 parmi les 50 singles de 2004 de Pitchfork avant même la sortie officielle de la chanson. Chewing Gum figura également à la 11e place de ce classement.
En 2005, Annie gagna plusieurs récompenses pour son travail, dont Meilleur Album Pop et Révélation de l'Année aux Alarm Awards en Norvège. (Chewing Gum était également nommé pour Chanson de l'Année.) Annie remporta également le prix de la Révélation de l'Année aux prestigieux Spellemannprisen, les récompenses de la musique en Norvège. La performance d'Annie le 5 février aux Alarm Awards fut une de ses premières rencontres live.
Annie entreprit une tournée mondiale en 2005 pour la promotion d'Anniemal, une partie au Royaume-Uni avec Saint Etienne à qui elle avait envoyé une démo pour son groupe Suitcase de l'époque en 1996. Annie se produisit à guichet fermé dans des clubs aux États-Unis lors de l'été 2005 et y retourna plus tard dans l'année.
Annie a récemment monté son label avec Timo Kaukolampi, Totally.
Annie a ré-enregistré les chansons Chewing Gum et Heartbeat en langue Sims pour les versions danoises et norvégiennes du jeu Les Sims 2 : Nuits de folie.
En 2005, Annie sortit une compilation de la collection DJ-Kicks sur le label !K7.
En 2006, Annie a collaboré vocalement sur le titre « Yours To Keep » du groupe de rock norvégien Teddybears ainsi que sur « Follow Me » d'Ercola.
Le 17 janvier 2007, Annie signait un contrat international avec Island Records, qui appartient à Universal Music. Elle devrait sortir son prochain album sur ce label fin 2007. Brian Higgins a confirmé sa participation en tant que producteur.

## Discographie

### Albums
- 2005 : Anniemal
- 2005 : DJ-Kicks: Annie
- 2009 : Don't Stop

### Singles
- 1999 : Greatest Hits
- 2000 : love bich and she like me
- 2001 : I Will Get On
- 2004 : Chewing Gum
- 2005 : Heartbeat
- 2005 : Happy Without You
- 2005 : Always Too Late / Helpless Fool for Love
- 2005 : Wedding
- 2006 : Crush
- 2008 : Loco
- 2008 : I Know UR Girlfriend Hates Me
- 2008 : Two of hearts (promo)
- 2009 : Anthonio
- 2009 : Songs remind me of you
- 2010 : My love is better

### Clips vidéos
- 2004 : Chewing Gum
- 2005 : Heartbeat
- 2008 : I Know UR Girlfriend Hates Me